# Peter Benedik
Peter Benedik (* 21. listopadu 1947 Košice) je slovenský fotbalový trenér a bývalý fotbalista. Jeho starší bratr Roman Benedik je také bývalým prvoligovým fotbalistou, jeho mladší bratr Bohdan Benedik byl prvoligovým sudím.

## Fotbalová kariéra
V československé lize hrál za VSS Košice. Nastoupil v 7 ligových utkáních. Dále hrál ve druhé lize za Duklu Banská Bystrica, nastoupil v 9 druholigových utkáních. Po obnoveném zranění achillovky se od roku 1974 stal trenérem.

## Ligová bilance
| Ročník                                   | Zápasy | Góly | Minuty | Klub                  |
| ---------------------------------------- | ------ | ---- | ------ | --------------------- |
| 1. československá fotbalová liga 1971/72 | 6      | 0    | 249    | VSS Košice            |
| 1. československá fotbalová liga 1972/73 | 1      | 0    | 26     | VSS Košice            |
| 2. československá fotbalová liga 1973/74 | 9      | -    | -      | Dukla Banská Bystrica |
| CELKEM                                   | 7      | 0    | 275    |                       |

## Trenérská kariéra
V československé lize působil v sezóně 1981–1982 jako asistent v Dukle Banská Bystrica. V letech 1996–1988 vedl A-tým Dukly Banská Bystrica. Dlouhodobě působil jako trenér mládeže.